# Synanthedon leptosceles
Synanthedon leptosceles is een vlinder uit de familie wespvlinders (Sesiidae), onderfamilie Sesiinae.
Synanthedon leptosceles is voor het eerst wetenschappelijk beschreven door Bradley in 1968. De soort komt voor in het Afrotropisch gebied.